# 米子市立福米中学校
米子市立福米中学校（よなごしりつ ふくよねちゅうがっこう）は、鳥取県米子市新開五丁目にある公立中学校。通称:米中(よねちゅう)などと呼ばれている。全校生徒数は600人程で、米子市立福米東小学校(よなごしりつふくよねひがししょうがっこう)と米子市立福米西小学校(よなごしりつふくよねにししょうがっこう)から進学する生徒が多い。定期試験は1年で7回ある。科目は国語、数学、理科、社会、英語、保健体育、美術、技術・家庭科の9科目がある。(技術・家庭科は2つで1つの科目である。)

## 沿革
- 1986年4月1日 - 米子市立福原中学校（旧・米子市立第二中学校、現・米子市立福生中学校）から分離して開校。

## 部活動

### 運動部
- 野球部(男)
- バレー部(女)
- サッカー部
- ソフトテニス部（男・女）
- バスケットボール部（男・女）
- バドミントン部（男・女）
- 卓球部（男・女）
- 陸上部
- ソフトボール部(女)
- 水泳部
- 剣道部
- 駅伝部

### 文化部
- 吹奏楽部
- 美術部
- OSC部
  - OSCとはアウトドア・サイエンスクラブの略称である。
- 家庭部

## 校区
- 校区は、福米東小学校、福米西小学校の通学区域となっている。